# Juan Jiménez de Montalvo
Juan Jiménez de Montalvo (Olmedo, 1561-Lima, 1629), fue un magistrado y político español que estuvo provisionalmente a cargo del gobierno del Virreinato del Perú, como presidente de la Audiencia Gobernadora de Lima (1621-1622).

## Biografía
Fue hijo de Diego Jiménez Troche y Mariana de Montalvo. Realizó estudios en el Colegio Mayor de Cuenca, de la Universidad de Salamanca, y graduado de doctor en Leyes, fue profesor ocho años en el Colegio de Santa Cruz de Valladolid. 
En 1598 pasó a América, al ser nombrado oidor de la Real Audiencia de Lima. Se le encomendó una serie de comisiones diferidas: las atenciones propias al vacante corregimiento de Huamanga en 1599; la visita al Cabildo de Lima en 1602, cuyos alcaldes y regidores no habían dado cuenta de sus funciones desde 1593; y la visita de la Real Audiencia de Quito. 
Como oidor decano (es decir, el de mayor antigüedad) asumió la presidencia de la Audiencia gobernadora de Lima tras la partida del virrey Francisco de Borja y Aragón, príncipe de Esquilache, el 31 de diciembre de 1621, y la ejerció hasta la llegada del nuevo virrey, Diego Fernández de Córdoba, marqués de Guadalcázar, el 25 de julio de 1622. 
Fue nombrado presidente de la Real Audiencia de Guadalajara, pero declinó dicho cargo, y permaneció en Lima hasta su fallecimiento. Otra fuente afirma que volvió a España y fue presidente del Tribunal de Contratación de Sevilla.

## Presidente de la Audiencia Gobernadora de Lima (1621-1622)
Durante este intervalo de siete meses que duró el gobierno de la Audiencia, se celebró en Lima con extraordinaria pompa la jura del nuevo monarca, Felipe IV. La elegante pluma de fray Fernando de Valverde nos ha dejado una relación de estas fiestas brillantes que, en el sentir de muchos, apenas tuvieron semejanza en el pasado.
Otro acontecimiento importante fue el fallecimiento del Arzobispo de Lima, D. Bartolomé Lobo Guerrero, a los 76 años de edad y a los 13 años de haber tomado posesión de su sede (12 de enero	de 1622). La muerte de este pastor fue muy sentida, tanto por el acierto con que había gobernado como por su caridad hacia los pobres.